# Omar Munie

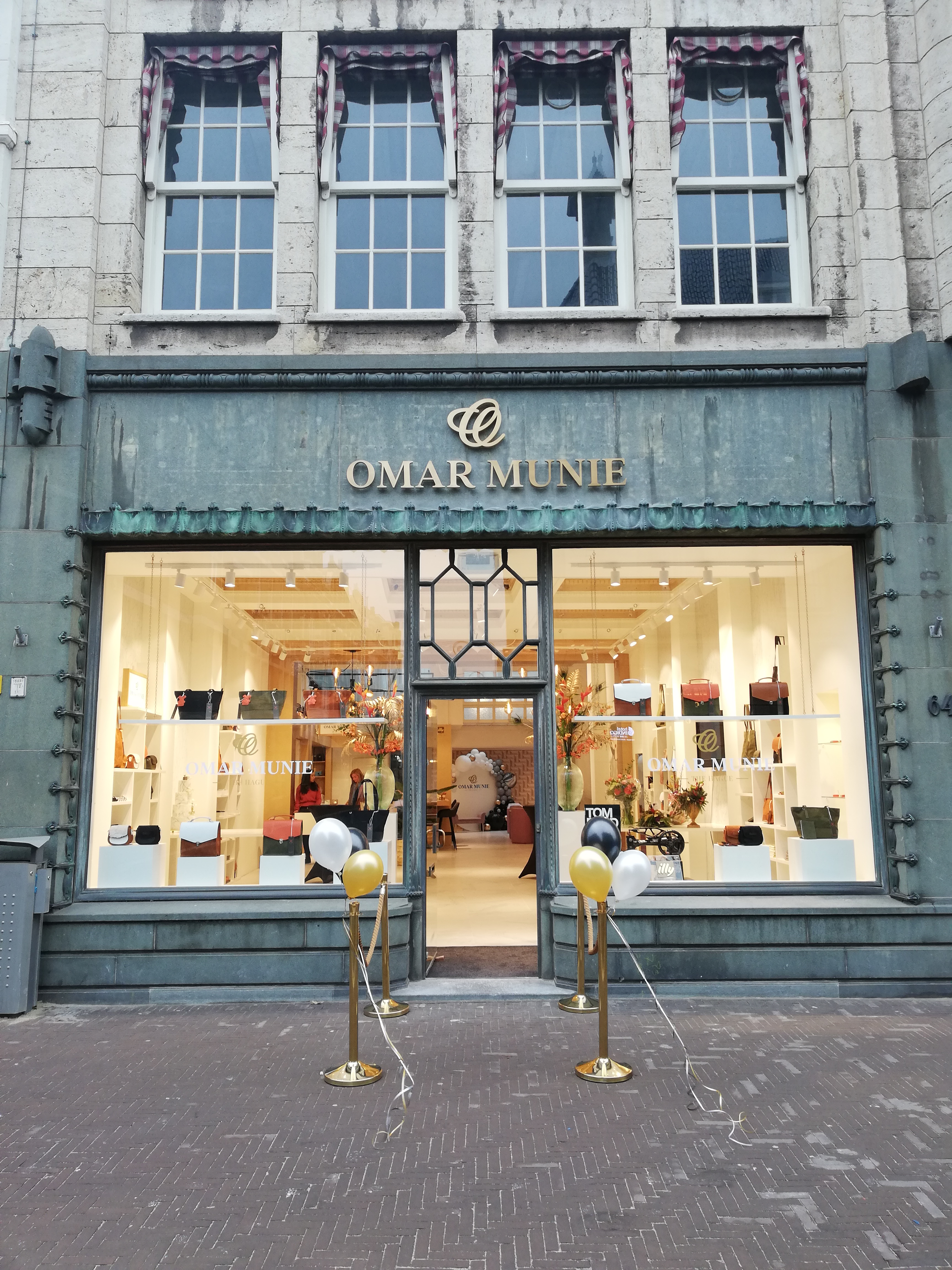
De winkel van Omar Munie aan het Noordeinde

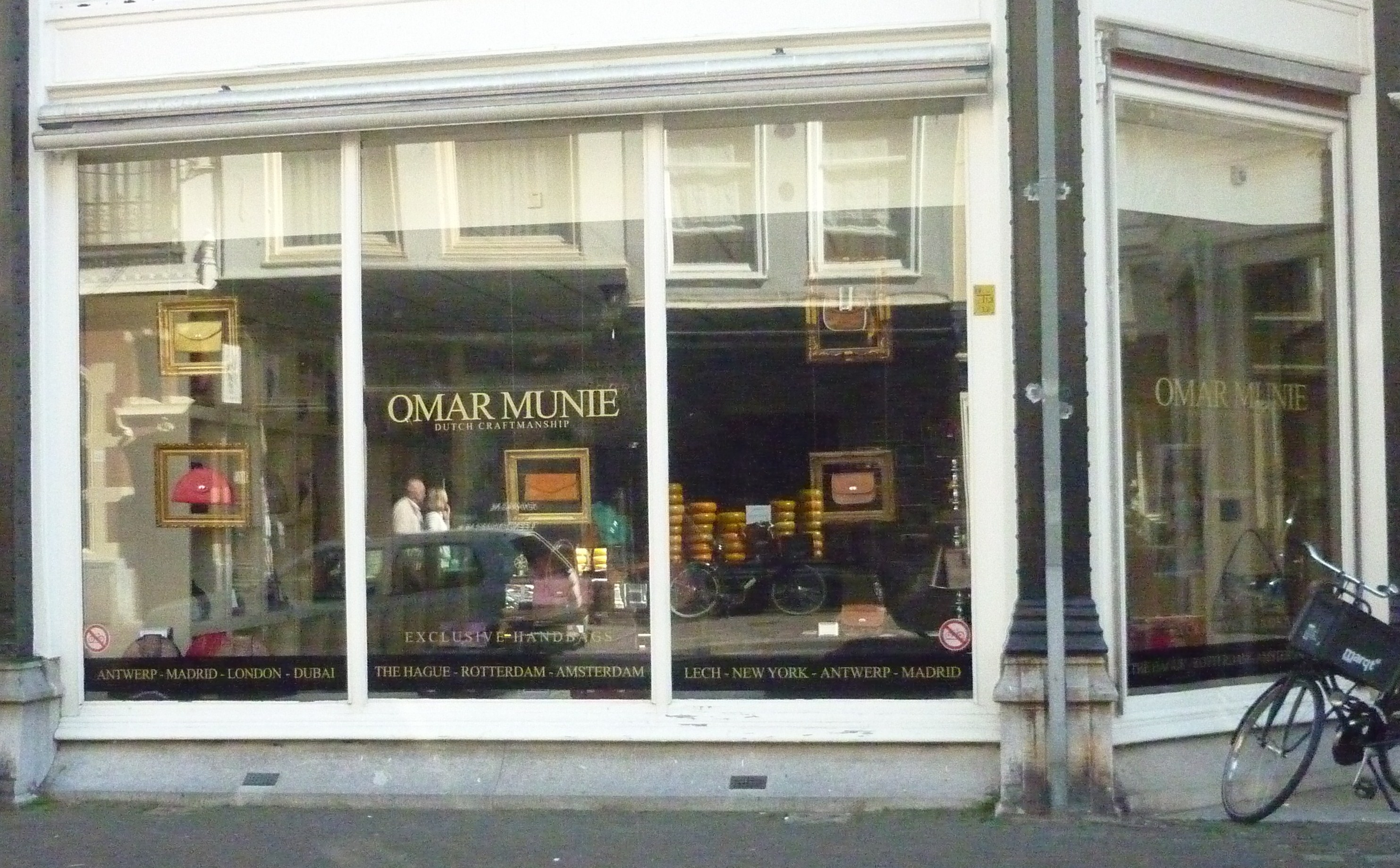
Eerste winkel in Den Haag

Omar Munie (volledig: Omar Munie Mohamed) (Mogadishu, 1 juli 1985) is een Somalisch-Nederlands modeontwerper.

## Jeugd en loopbaan
Vanwege een burgeroorlog in Somalië, vluchtte Munie op negenjarige leeftijd met zijn broers en zus naar Nederland. Hij ging naar de modevakschool en richtte tijdens zijn opleiding "Omar Munie Clothing" op.
In 2007 werd hij "Beste Leerling van het Jaar" aan de modevakschool. Nadat hij zijn studie in hetzelfde jaar had afgerond, werd hij uitgeroepen tot "MBO Uitblinker van het Jaar". Hij won hiermee vijf jaar lang gratis atelierruimte in BINK36.
Een jaar later won hij de prijs voor "Beste Ondernemer onder de 25". In 2009 opende hij de "Omar Munie Flagship Store" aan de Coolsingel te Rotterdam. In hetzelfde jaar gaf hij als "MBO Marshal" op enkele mbo-scholen lezingen om de leerlingen te motiveren.

## Handtassen
Munies tassen werden aanvankelijk met de hand gemaakt in zijn atelier in gebouw BINK36 aan de Binckhorstlaan in Den Haag. Dit atelier werd verplaatst naar het voormalige ministerie van OC&W. Sinds 2009 organiseert hij ook workshops. Munie opende zijn eerste winkel in 2009 in Rotterdam en sloot deze in 2012. Er kwam ook een winkel in Den Haag. In 2018 verplaatste hij deze winkel met steun van het Rijksvastgoedbedrijf en de gemeente Den Haag naar een jugendstil-pand naast Paleis Noordeinde.

## Opspraak
In 2020 kwam Munie in opspraak omdat hij twee jaar eerder met hulp van de gemeente Den Haag het pand Noordeinde 64 van de staat had kunnen kopen. Vanwege belastingschulden legde de Belastingdienst echter direct beslag op het pand. Een particuliere investeerder betaalde de belastingschuld en kocht het pand van Munie. In een uitvoerig en gedocumenteerd artikel in de Volkskrant over de wijze waarop hij statushouders in zijn atelier behandelde en de wijze waarop hij een donor bereid vond om een nier aan hem af te staan, besloot de Nierstichting van hem afscheid te nemen als ambassadeur. Ook nam de gemeenteraad van Den Haag in oktober 2020 een motie aan die inhield dat de gemeente de banden met hem beëindigde en geen statushouders in zijn atelier plaatste.
Op 1 juni 2021 kwam het tot een rechtszaak vanwege huurachterstanden. Munie kwam met een tegenclaim wegens investeringen die hij in het pand gedaan zou hebben. De zaak werd geschikt, waardoor deze bedragen van tafel waren en waarbij Munie de winkel op 1 september zou verlaten. Hieraan is voldaan.